# ロボットボーイ
『ロボットボーイ』（英語：Robotboy）は、イギリスとフランスのアニメ。カートゥーン ネットワークで2005年から2008年にかけて放映された。日本では未放映。

## あらすじ
ロボットボーイは「真少年」になることを学びたいと思っている。ロボットボーイは「トミー・ターンブル（Tommy Turnbull）」と友達になった。

## キャラクター

### メイン
ロボットボーイ（Robotboy）
声 - ローレンス・ブールヴァール
主人公。「トミー・ターンブル（Tommy Turnbull）」と友達になる。「モシモ教授（Professor Moshimo）」によって製造された。「非戦闘モード」と「戦闘モード」では、「スーパー戦闘モード」3段階に変身することができる。
トミー・ターンブル（Tommy Turnbull）
声 - ロレイン・ピルキントン
ロボットボーイの所有者であり、親友である10歳少年。
ガス（Gus）
声 - ルパート・ディガス
トミーの太った、失礼な、自己中心的で愚かな親友。「アーミッシュ家族」から来ているにもかかわらず、ガスは、束の「黒い羊」です。食べ物やコンピュータゲームに夢中です。
ローラ・ムボーラ（Lola Mbola）
声 - ロボットボーイの声優
トミーとガスの友人であり、トミーを片思いする少女。

### 脇役
ロボットガール（Robotgirl）
声 - ロボットボーイの声優
ロボットボーイの友達であるピンク戦闘ロボット。
モシモ教授（Professor Moshimo）
声 - 伊川東吾
ロボットボーイとロボットガールを作った人。トミーの大ファン。過去カミカジ博士のライバルでもあった。

### 敵
カミカジ博士（Dr. Kamikazi）
声 - 楠原映二
厚い眼鏡と自称邪悪な天才であるバスローブのコンボを持つ小さな老人。ロボットボーイを捕まえて、スーパーロボットの軍隊のテンプレートを作成したいと考えています。世界支配という彼の卑劣な目標を達成することができるでしょう。
コンスタンティン（Constantine）
声 - ガスの声優
カミカジ博士の太った後弯ヒットマン。